# خولیو ماسیراس
خولیو ماسیراس (اسپانیایی: Julio Maceiras‎; ۲۲ آوریل ۱۹۲۶ – ۶ سپتامبر ۲۰۱۱) بازیکن فوتبال اهل اروگوئه بود.
از باشگاه‌هایی که در آن بازی کرده‌است می‌توان به باشگاه فوتبال دانوبیو و باشگاه فوتبال مونته‌ویدئو واندررز اشاره کرد.
وی همچنین در تیم ملی فوتبال اروگوئه بازی کرده‌است.